# Cmentarz żydowski w Korycinie
Cmentarz żydowski w Korycinie – kirkut służący niegdyś żydowskiej społeczności Korycina. 
Nekropolia powstała w XIX wieku. Ma powierzchnię 0,11 ha. 
Do obecnych czasów zachowało się około 10 nagrobków.